# Honaker
Honaker est une municipalité américaine située dans le comté de Russell en Virginie.
Selon le recensement de 2010, Honaker compte 1 449 habitants. Au sein des monts Allegheny, la municipalité s'étend sur 1,68 mille carré (4,35 km2).
Honaker est fondée en 1889, à l'intersection d'un chemin de fer et de routes exportant les ressources naturelles locales (bois, minéraux). L'Assemblée générale de Virginie lui accorde le statut de municipalité en 1900, après une décennie de forte croissance. Son quartier commerçant historique est inscrit au Registre national des lieux historiques.